# Gabriela Rachidi

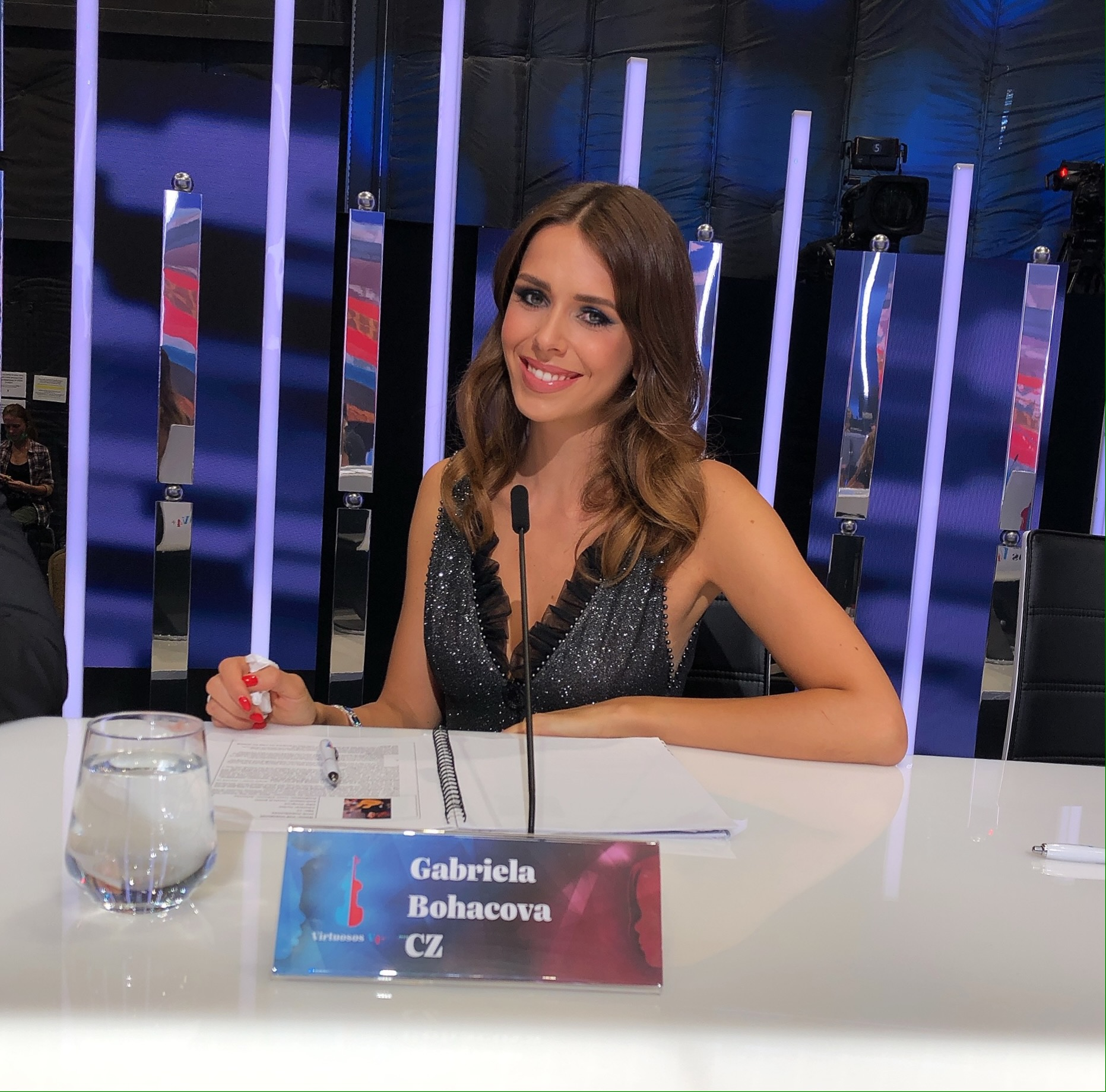
V porotě Virtuosos V4+

Gabriela Boháčová Rachidi (* 15. prosince 1990 Praha) je česká hudební producentka a výkonná ředitelka Mezinárodního hudebního festivalu Český Krumlov. Působí v oblasti klasické hudby a věnuje se také operní režii.

## Život
Narodila se v Praze 15. prosince 1990. Je dcerou první violistky orchestru pražského Národního divadla Marty Špelinové a hudebního skladatele a manažera Jaromíra Boháče. Její profesorkou zpěvu byla babička, koloraturní sopranistka Marta Boháčová. Dědeček z otcovy strany, Josef Boháč, byl hudební skladatel, zatímco dědeček z matčiny strany, Karel Špelina, byl profesorem hudby a prvním violistou České filharmonie.
V roce 2016 absolvovala magisterské studium na Hudební akademii múzických umění v Praze. Studovala krátce také na Berklee College of Music v Bostonu a na pařížské universitě Sorbonne.

## Profesní kariéra

### Hudební management
V roce 2014 založila vlastní hudební a produkční agenturu ArtMuse. Mezi její první projekty patřily koncerty v O2 aréně s tenoristy José Carrerasem, Plácidem Domingem a pěveckým triem The Tenors.
Později se svým kolegou založila spolek Domingo Mozart Prague, který v koprodukci s Národním divadlem zrealizoval tři projekty s operním pěvcem a dirigentem Plácidem Domingem. Zahrnovaly inscenaci Mozartovy opery Don Giovanni ve Stavovském divadle v roce 2017, koncert k výročí Mozartova narození v lednu 2019 a operní soutěž Operalia, která se v létě roku 2019 konala poprvé v České republice.
Od roku 2020 působí Gabriela Boháčová jako umělecká ředitelka Mezinárodního hudebního festivalu Český Krumlov. V témže roce se stala členkou poroty v televizní soutěži pro mladé hudební talenty Virtuosos.

### Režie
První zkušenost s divadelní a filmovou režií získala stáží ve Velšské národní opeře v Cardiffu při inscenacích oper Gioacchina Rossiniho u režiséra Davida Pountneyho. Pokračovala v mládežnických operních společnostech (Barefoot opera) ve Spojeném království, kde režírovala inscenace jako Nápoj lásky (Gaetano Donizetti) či Bohéma (Giacomo Puccini).
V roce 2019 produkovala a režírovala filmový dokument s Plácidem Domingem o jeho pěvecké soutěži Operalia a také několik hudebních klipů pro české i zahraniční hudebníky.
Aktuálně se zaměřuje na režii hudebních videí a krátkých dokumentů.